# Edmund Georg Pielmann
Edmund Georg Pielmann (* 11. März 1923 in Frankfurt am Main; † 1985 in Heiden AR, Schweiz) war ein deutscher Maler.

## Biografie
Pielmann wurde als Sohn des Juristen und Oberregierungsrates Pielmann und seiner Ehefrau Alice Georke geboren. Erste Begegnungen mit der Kunst hatte er durch seine Großmutter Emmi Georke, einer Kunsthändlerin in Hannover. 1939 nahm er als sechzehnjähriger Schüler privaten Kunstunterricht bei Paul Egon Schiffers, der in der Städelschule in Frankfurt die Bildhauerklasse geleitet hatte. Nach einer Militärzeit in Erfurt und Italien begann Pielmann 1945 eine Ausbildung an der Akademie der Bildenden Künste bei Toni Stadler in München. 1957 zog er in die Schweiz und gründete ein Atelier in Lugano, später in Luino am Lago Maggiore. 1958 heiratete er die surrealistische Malerin Arlette Tigges, die 1978 bei einem Autounfall ums Leben kam. Der Ehe entstammt die Tochter Claudia Pielmann (* 1959).
Die Grabstätte von Pielmann befindet sich in Luino.
Gelegentlich sind Arbeiten des Künstlers im Auktionshandel zu finden.

## Auszeichnungen
- 1964: Erster Preis „Medaglia d’Oro“, Carrara
- 1967: Premio „Monopoli“ Pisa
- 1978: Erster Preis „Medaglia d’Oro“, Salsomaggiore